# Буццати-Траверсо, Адриано Антонио
Адриано Антонио Буццати-Траверсо (6 апреля 1913, Милан, Королевство Италия — 22 апреля 1983, там же) — итальянский генетик.

## Биография
Родился 6 апреля 1913 года в Милане в семье Джулио Сезаре Буццати (1862—1920), итальянского академика и юриста и Альбы Монтавани. В 1936 году окончил Миланский университет. С 1937-по 1944 год работал в институте зоологии университета в Павии. В 1948 году был назначен директором институте генетики этого же университета. Данную должность он занимал до 1962 года, одновременно с этим с 1953-по 1959 год являлся директором отдела морской генетики Итальянского института гидробиологии. С 1960-по 1969 год занимал должность эксперта ВОЗ по медицинской генетике, в 1969—1973 гг. занимал должность заместителя генерального директора ЮНЕСКО. С 1973 года на пенсии.
Скончался 22 апреля 1983 года в Милане.

## Научные работы
Основные научные работы посвящены морской биологии, изучению прямого и отдалённого эффектов ионизирующей радиации, полигенных мутаций, возникающих в результате рентгеновского облучения.